# TT412
La tombe thébaine TT 412 est située à El-Assasif, dans la nécropole thébaine, sur la rive ouest du Nil, face à Louxor en Égypte.
C'est la tombe de Kenamon, scribe royal.